# Anumeta spatzi
Anumeta spatzi là một loài bướm đêm trong họ Erebidae.